# Matuanus basimaculata
Matuanus basimaculata är en insektsart som först beskrevs av Lucien Chopard 1951.  Matuanus basimaculata ingår i släktet Matuanus och familjen syrsor. Inga underarter finns listade i Catalogue of Life.